# Fittja moské
Fittja moské är en moské vid Albysjön i Fittja, Botkyrka kommun. Den 26 april 2013 blev moskén historisk som den första moskén i Sverige där ett böneutrop kunde höras.
Predikan sker på turkiska och moskéns imam är utsänd och avlönad av turkiska myndigheten för religionsutövning, Diyanet.

## Byggnad
Moskén, som började byggas 1998 och stod klar i april 2007, ägs av Islamiska Kulturföreningen i Botkyrka, en turkisk-dominerad församling med drygt 1 500 medlemmar. Arkitekturen går i turkisk stil med en fönsterförsedd mittkupol med björkträpanel och handmålade kakelplattor som täcker bönerummets väggar. Moskéns minaret är 32,5 meter hög. I det centrala bönerummet har kvinnorna sin böneplats på en 200 kvadratmeter stor läktare. Moskén inrymmer även en bostad för församlingens imam.

### Bilder, byggnad

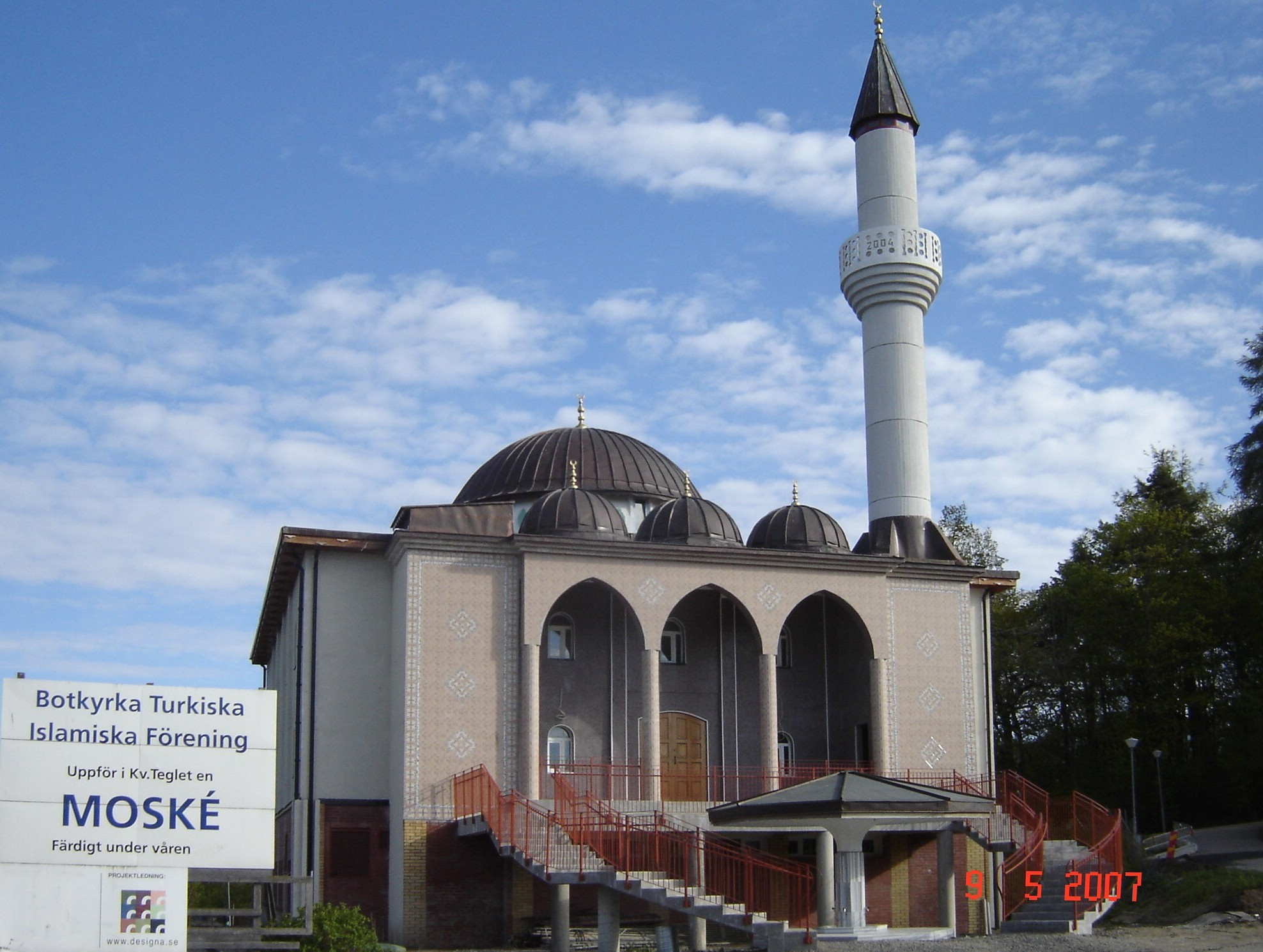
Moskén i maj 2007
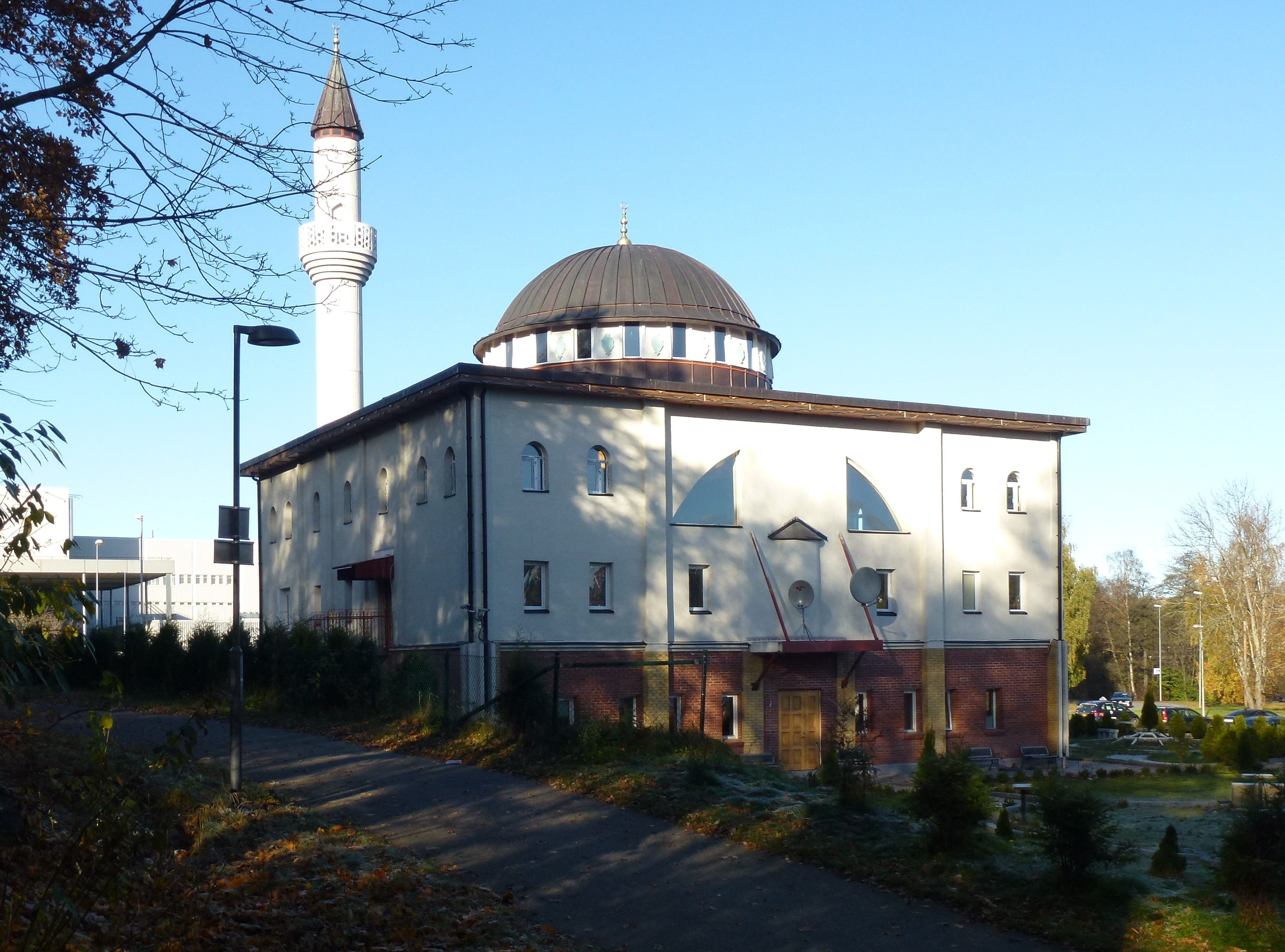
Moskén i oktober 2012
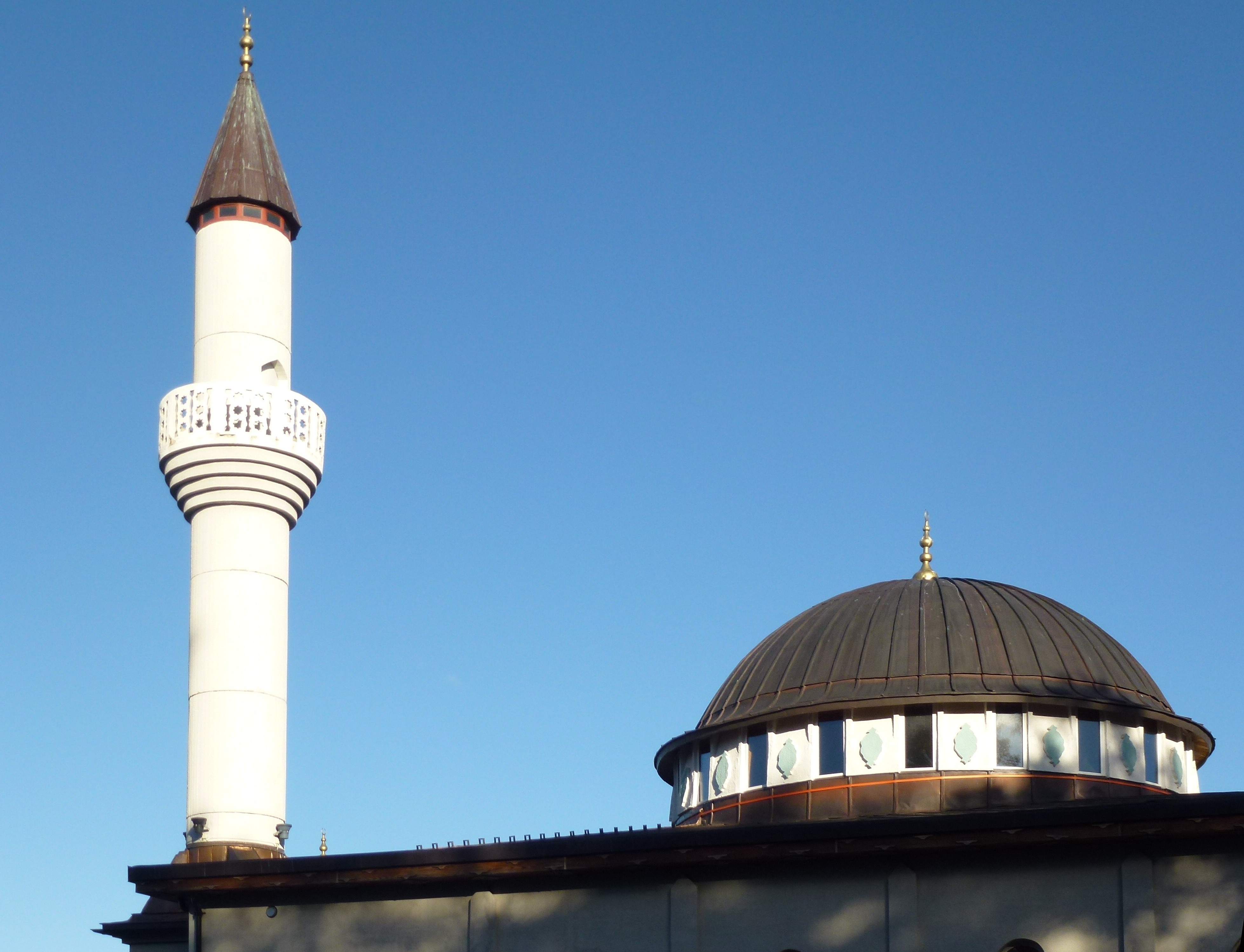
Moskéns minaret och kupol
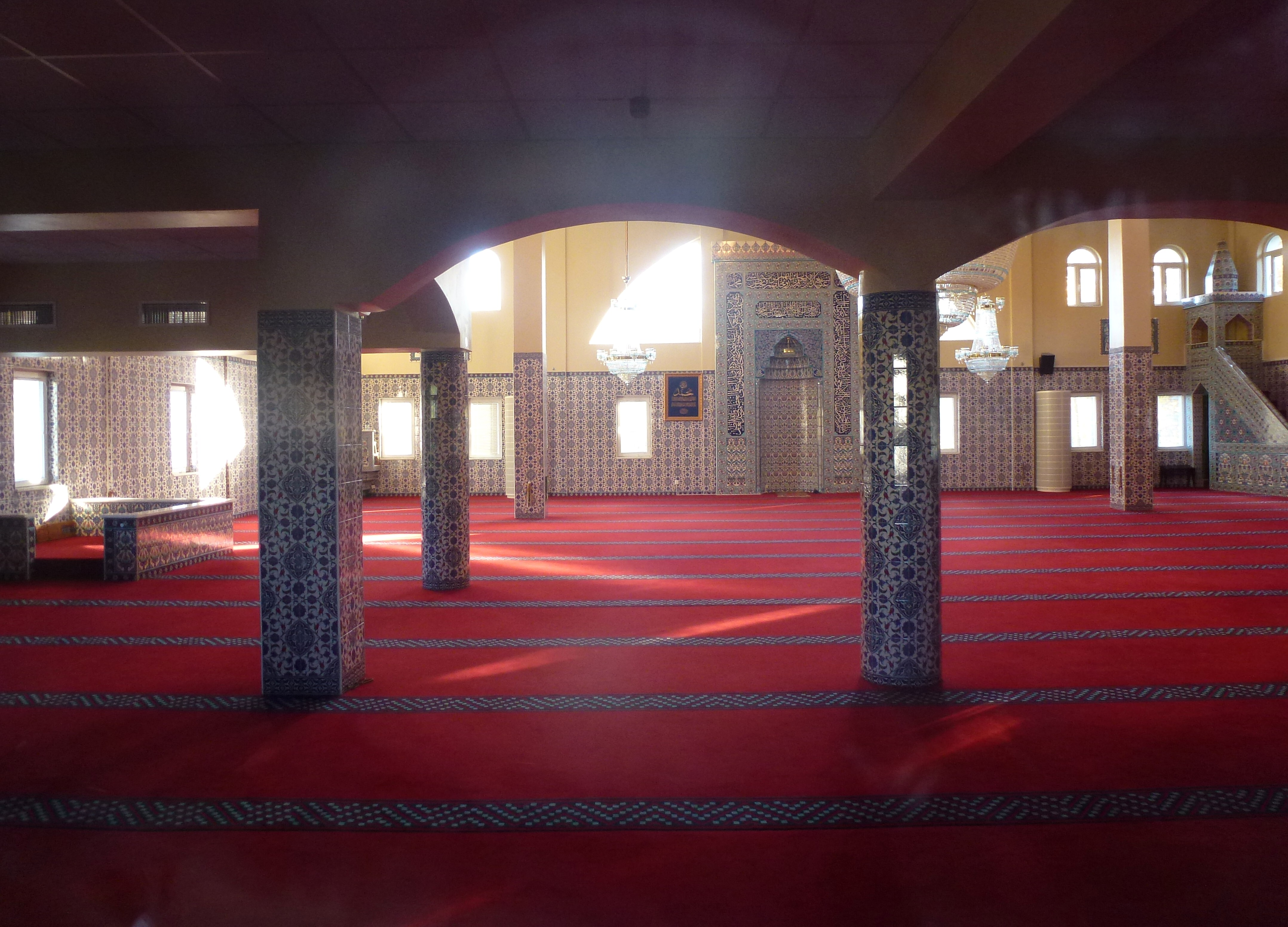
Moskéns bönesal

## Första böneutrop i Sverige
I februari 2013 lämnade Botkyrka islamiska kulturförening en ansökan till polisen om att börja med böneutrop från Fittjamoskén. Eftersom det handlar om återkommande ljud på allmän plats hamnade ärendet hos polisen. Enligt Islamiska föreningen i Botkyrka rör det sig om ett kort böneutrop på 2-3 minuter per vecka, inte fem gånger om dagen som är normalt i muslimska länder. I april 2013 gav polismyndigheten ett tidsbegränsat tillstånd, som gällde till den 20 mars 2014. Villkoren för tillståndet var att högtalarna, som placerades i höjd med balkongen på minaretens utsida, endast var riktade åt tre väderstreck och att ljudnivån inte översteg 60 decibel.
Den 26 april 2013 klockan 12:57 var det första gången i Sverige som ett böneutrop från en minaret kunde höras. Det var inget inspelat utrop utan imamen Ergin Öcgem höll det via mikrofon och minaretets högtalare. Händelsen hade lockat ett stort massmedialt uppbåd och många nyfikna.

### Bilder, första böneupprop
Massmedial uppmärksamhet den 26 april 2013.

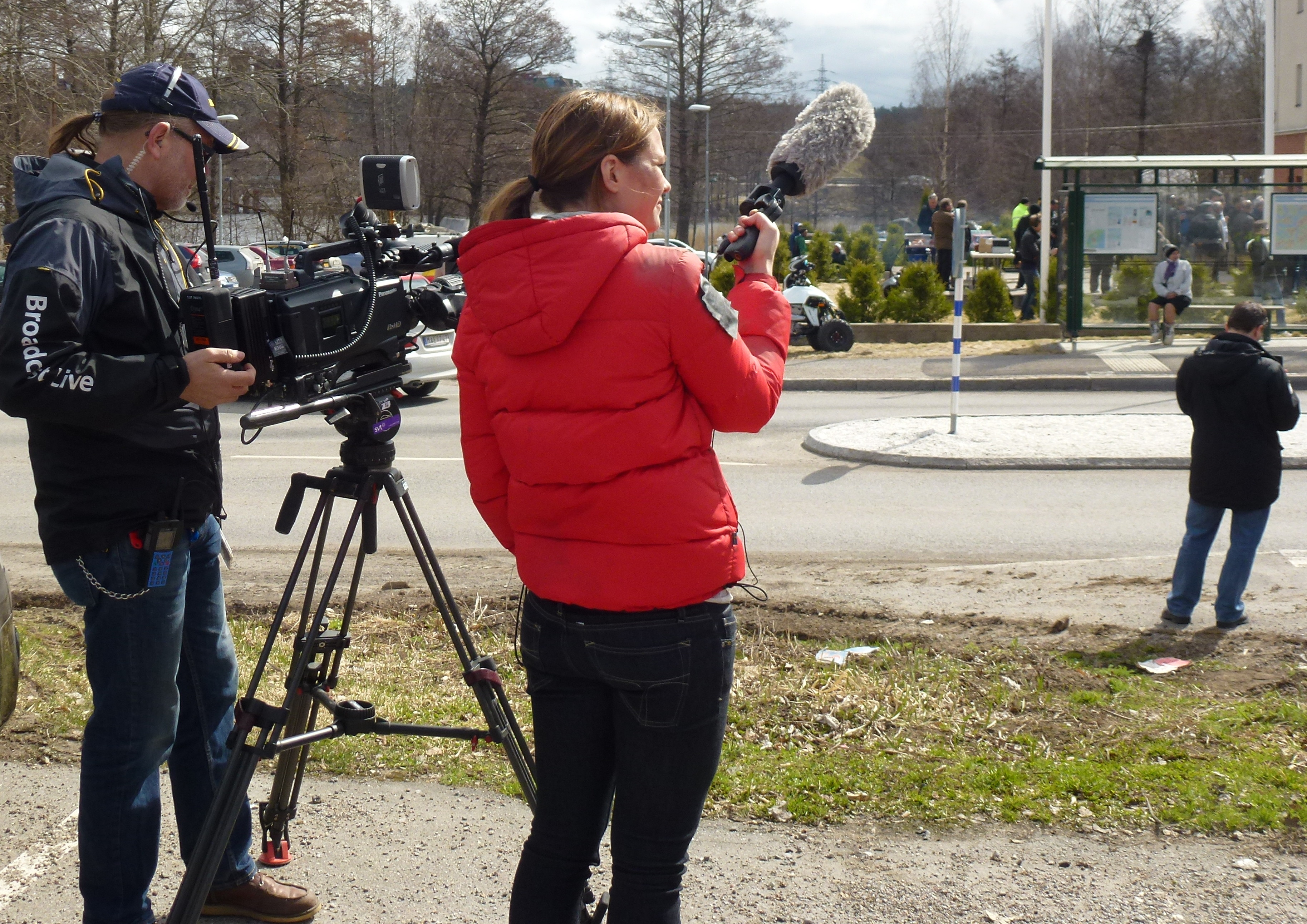
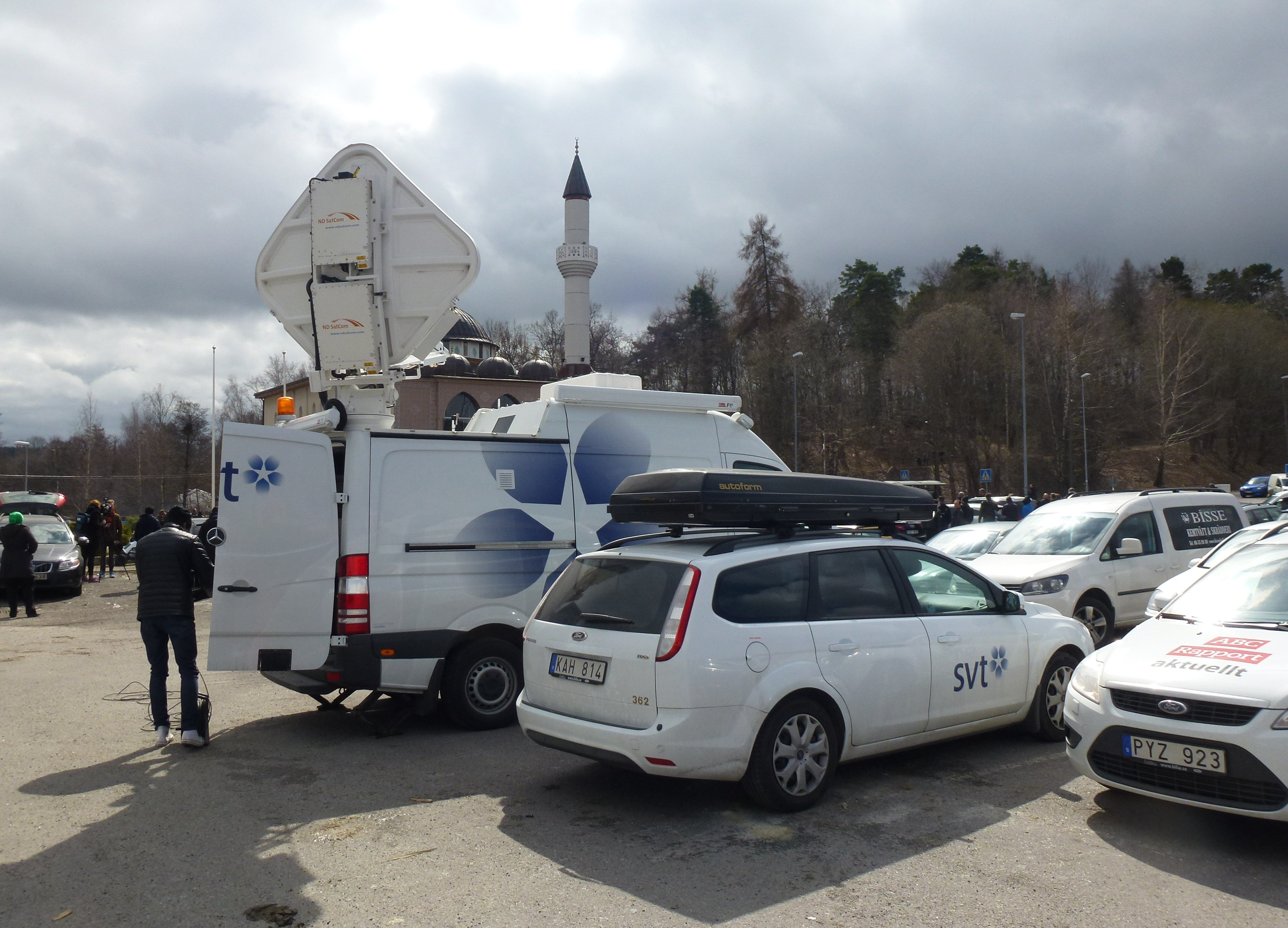
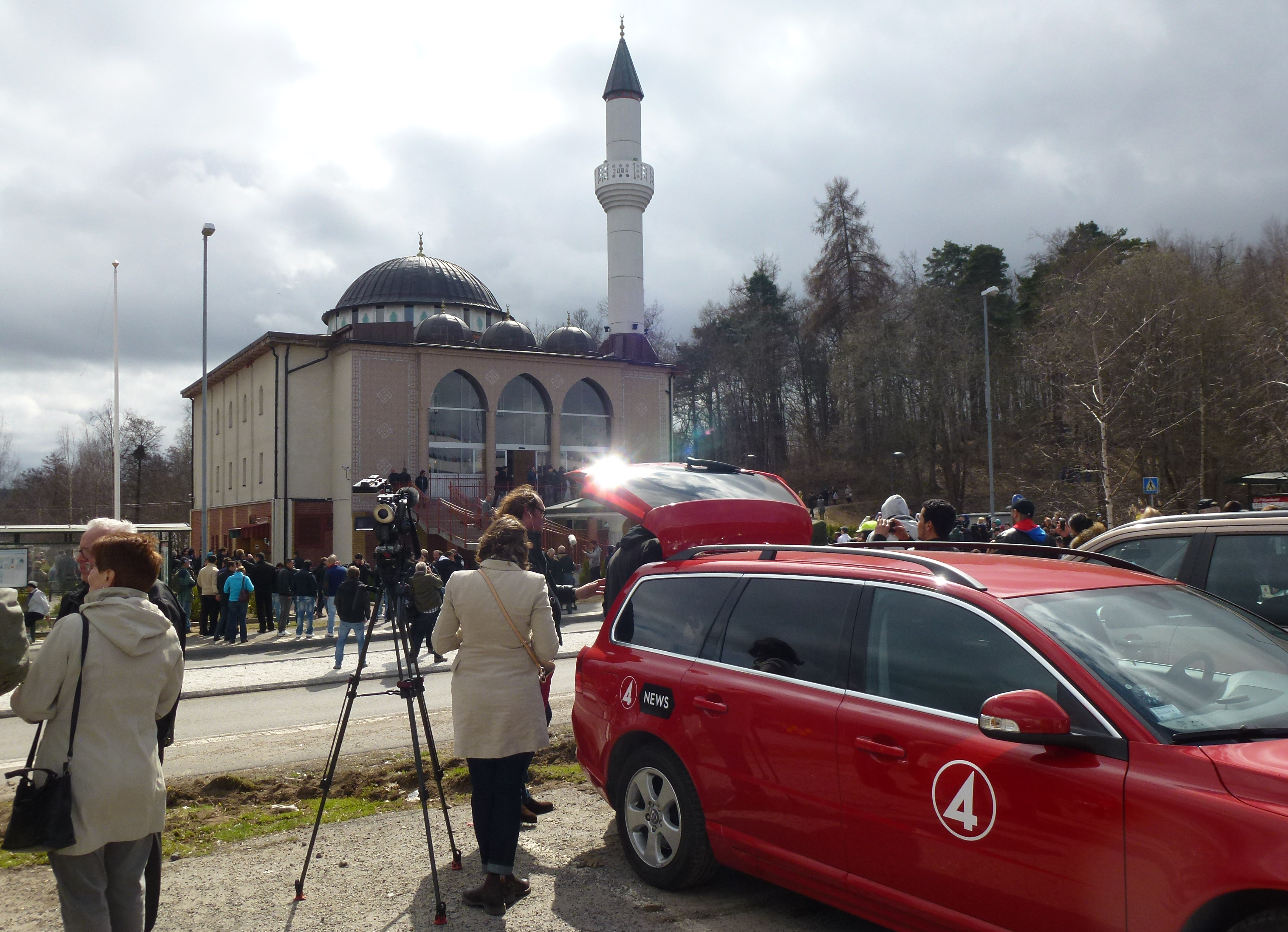
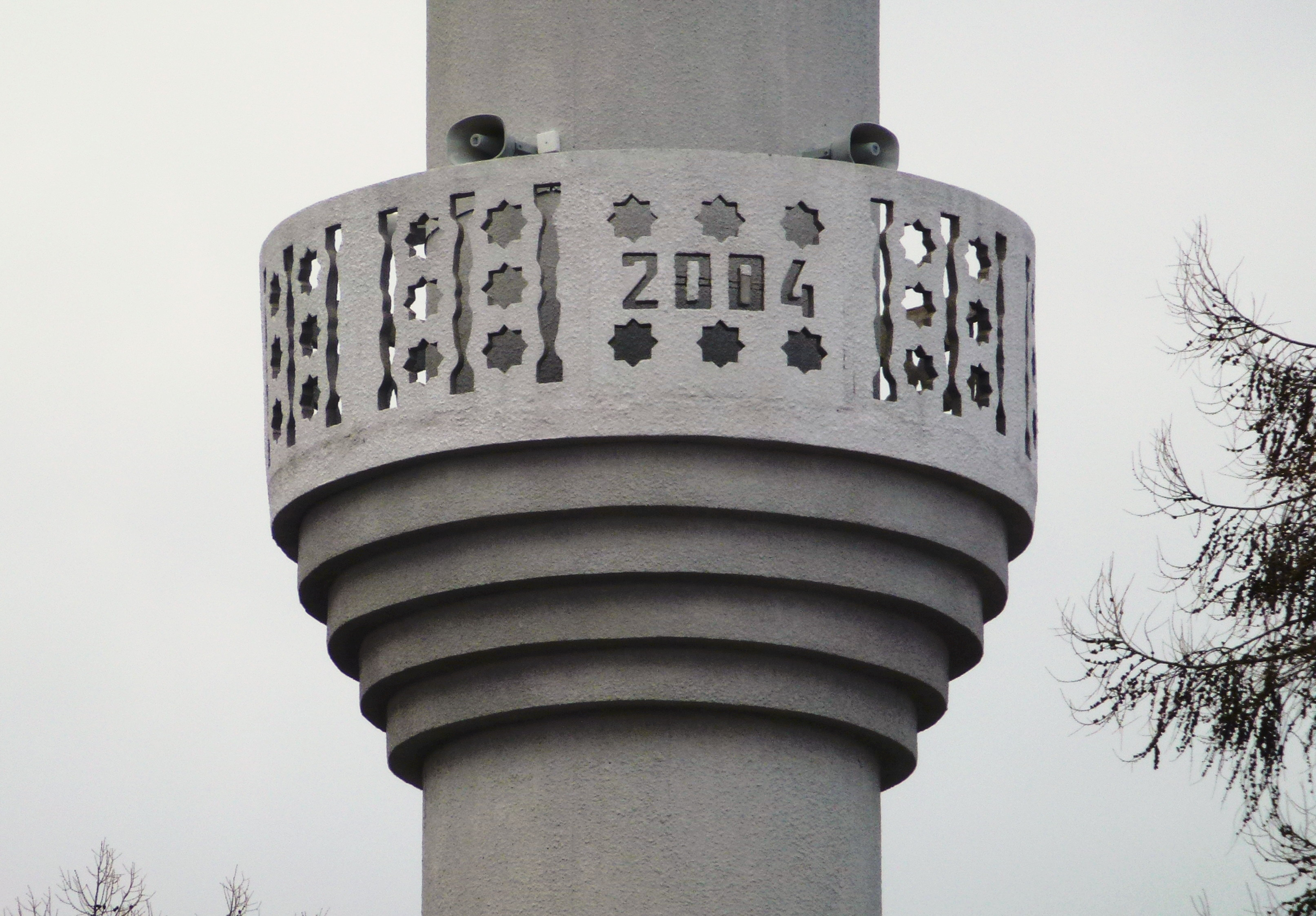